# Дронов, Александр Валентинович
Алекса́ндр Валенти́нович Дро́нов (род. 5 июля 1979, Моздок, Северо-Осетинская АССР) — российский государственный и политический деятель. Временно исполняющий обязанности губернатора Новгородской области с 5 марта 2025 года. Первый заместитель губернатора Новгородской области с 15 января 2020 по 4 марта 2025 года.

## Биография
Родился 5 июля 1979 года в городе Моздок Северо-Осетинской АССР, в семье военнослужащего. Является правнуком Героя Советского Союза Никиты Дорофеевича Дронова. 
Два первых класса Александр Валентинович учился в школе с углублённым изучением английского языка. В школе учился хорошо, увлекался борьбой, лыжами, плаванием и зарубежной литературой.
По окончании школы в 1996 году пошёл по стопам отца и деда, поступив в Военный институт железнодорожных войск и военных сообщений. Однако, поняв, что это не его призвание, на третьем курсе забрал документы и поступил на вечернее обучение в Московский автомобильно-дорожный государственный технический университет, который окончил в 2002 году. Параллельно начал работу в качестве главного специалиста в новом подразделении Росавтодора.
После работы в системе ФДА был на различных руководящих должностях в структурах правительства Москвы, а также региональных и федеральных органах управления дорожным хозяйством. До апреля 2017 года исполнял обязанности директора ФКУ «Межрегиональная дирекция по дорожному строительству в Центральном регионе России Федерального дорожного агентства».
В 2006 году окончил Президентскую академию (бывш. РАНХиГС, АНХ). Является выпускником четвёртого потока так называемой «школы губернаторов» — программы развития кадрового управленческого резерва Высшей школы государственного управления РАНХиГС.

### В правительстве Новгородской области
В правительство Новгородской области перешёл в апреле 2017 года.
С 6 июня по 31 декабря 2017 года — заместитель губернатора Новгородской области.
С 1 января 2018 по 14 января 2020 года — заместитель губернатора Новгородской области — заместитель председателя правительства Новгородской области.
15 января 2020 года назначен первым заместителем губернатора Новгородской области.

### Глава Новгородской области
7 февраля 2025 года, после отставки по собственному желанию Андрея Никитина, стало известно, что Дронов будет врио губернатора Новгородской области по должности. 5 марта президент России Владимир Путин подписал соответствующий указ. 
15 июня 2025 года был официально выдвинут «Единой Россией» кандидатом на внеочередных выборах губернатора Новгородской области.

## Семья
Супруга — Елена, имеют четверых детей.

## Награды
- медаль «За вклад в развитие земли Новгородской» (2018, Новгородская область)[9]
- нагрудный знак «Почётный дорожник России» (2020, Минтранс России)[9]
- нагрудный знак «Почётный строитель России» (2021, Госстрой)[9]
- медаль «Новгородская Слава» I степени (2022, Новгородская область)
- орден Почёта (2023)